# Don Chaffey
Don Chaffey est un réalisateur britannique, né le 5 août 1917 à Hastings et mort le 13 novembre 1990 à l'Île Kawau (Nouvelle-Zélande).

## Biographie
Don Chaffey a beaucoup tourné pour la télévision, réalisant des épisodes de séries cultes comme Destination Danger, Chapeau melon et bottes de cuir ou Le Prisonnier (dont L'Arrivée, le pilote de la série).

Au cinéma, il se spécialise dans le film de genre à grand spectacle : fantastique, péplum, aventures. Un de ses plus grands succès est Jason et les Argonautes, dont les effets spéciaux sont réalisés par Ray Harryhausen. Dans les années 1960, il travaille notamment pour la Hammer Films (La Reine des Vikings, Un million d'années avant J.C.), puis s'oriente vers le film pour la jeunesse, en collaboration avec Disney (Les Trois vies de Thomasina, Peter et Elliott le dragon) ou Hannah et Barbera (C.H.O.M.P.S.).

## Filmographie partielle

### Au cinéma
- 1953 : Skid Kids
- 1954 : Time Is My Enemy
- 1955 : Dead on Time
- 1956 : The Secret Tent
- 1957 : The Girl in the Picture
- 1957 : Le Trottoir (The Flesh Is Weak)
- 1958 : A Question of Adultery
- 1958 : The Man Upstairs
- 1959 : Le Mouchard (Danger Within)
- 1960 : Dentist in the Chair
- 1960 : Lies My Father Told Me
- 1961 : Nearly a Nasty Accident (en) de Don Chaffey
- 1961 : Un croque-mort trop curieux (en) (A Matter of WHO)
- 1961 : Bobby des Greyfriars (Greyfriars Bobby)
- 1962 : The Webster Boy
- 1963 : Jason et les Argonautes (Jason and the Argonauts)
- 1964 : A Jolly Bad Fellow (en)
- 1964 : Les Trois Vies de Thomasina (The Three Lives of Thomasina)
- 1965 : The Crooked Road (en)
- 1966 : Un million d'années avant J.C. (One Million Years B.C.)
- 1967 : La Reine des Vikings (The Viking Queen)
- 1968 : Du sable et des diamants (A Twist of Sand)
- 1971 : Clinic Exclusive (La masseuse perverse)
- 1971 : Violence et sexe aux temps préhistoriques (Creatures the World Forgot)
- 1973 : Charley le borgne (Charley One-Eye)
- 1974 : Persecution
- 1975 : Mais où est donc passé mon poney ? (Ride a Wild Pony)
- 1976 : The Fourth Wish
- 1977 : Peter et Elliott le dragon (Pete's Dragon)
- 1978 : La Magie de Lassie (The Magic of Lassie)
- 1979 : C.H.O.M.P.S.

### À la télévision
- 1963 : L'Affaire du cheval sans tête (The Horse Without a Head)
- 1969 : Chapeau melon et bottes de cuir (The Avengers) : épisodes Le Legs, Étrange Hotel, Le Visage, Affectueusement vôtre et Requiem
- 1977 : Harness Fever
- 1978 : Shimmering Light (en)
- 1978 : Lassie: A New Beginning
- 1978 : The Gift of Love
- 1980 : Drôles de dames (Charlie's Angels) : épisode Un tueur à gage sur l'île
- 1980 : Riding for the Pony Express
- 1980 : Casino
- 1985 : Alerte à l'aéroport (International Airport)